# Onze-Lieve-Vrouw-Onbevlekt-Ontvangenkerk (Biervliet)

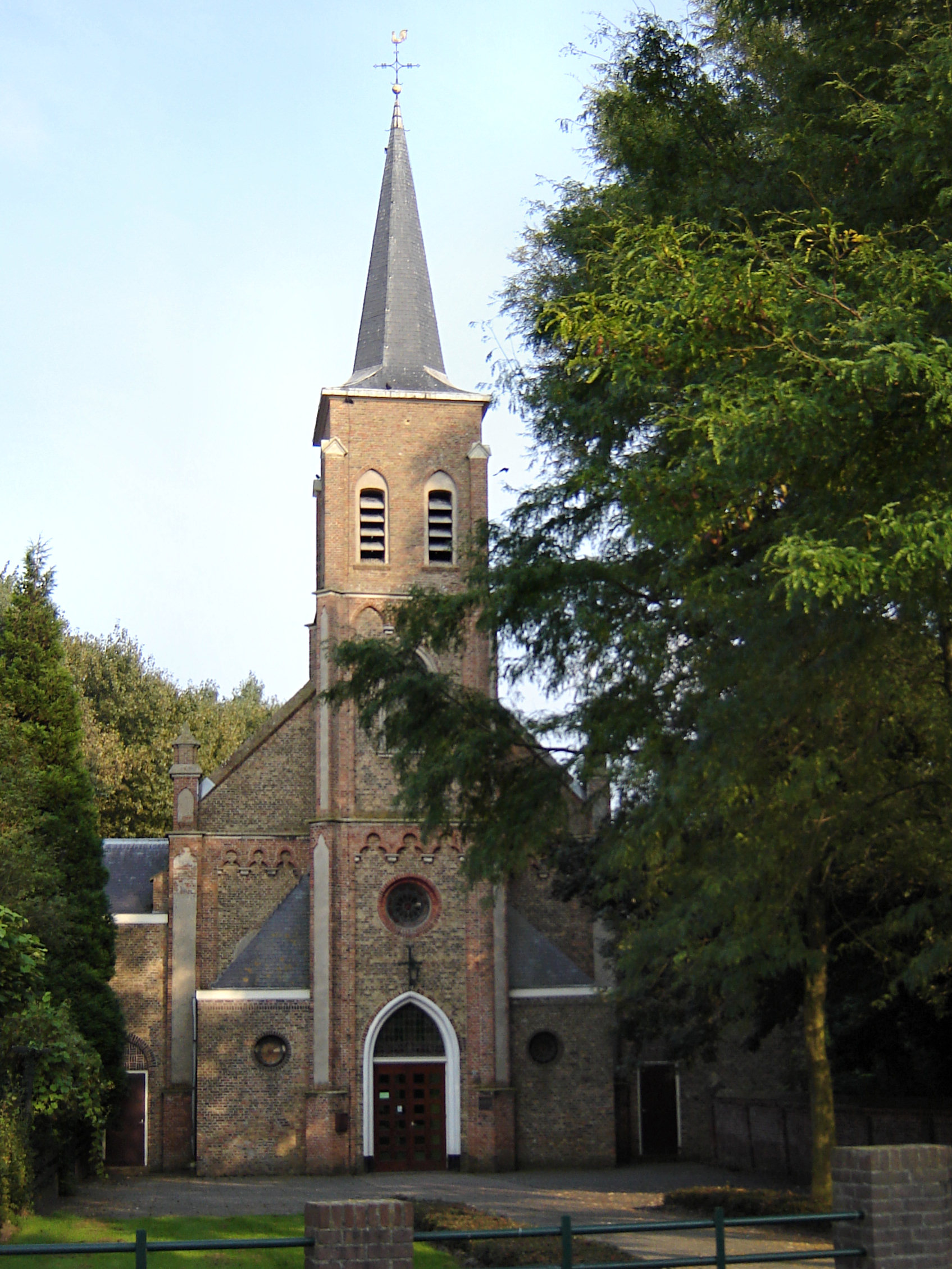
Onze-Lieve-Vrouw-Onbevlekt-Ontvangenkerk

De Onze-Lieve-Vrouw-Onbevlekt-Ontvangenkerk is een voormalige parochiekerk in de tot de Nederlandse gemeente Terneuzen behorende plaats Biervliet, gelegen aan Noordstraat 45.

## Geschiedenis
In de middeleeuwen kende Biervliet twee parochiekerken. Het stadje raakte echter in verval en ook kwam de reformatie, waardoor de parochies verdwenen. In 1855 werd de parochie van Biervliet heropgericht. In 1858 werd de kerk ingewijd. Deze werd ontworpen door P. Soffers. In 1920 werd de kerk nog uitgebreid.
Het betreft een driebeukig bakstenen gebouw in vroege neogotiek met voorgebouwde toren en brede verbrede zijbeuken en driezijdig afgesloten koor.
De kerk werd in 2015 onttrokken aan de eredienst.